# Stazione di Vögelinsegg
La stazione di Vögelinsegg (in tedesco Bahnhof Vögelinsegg) è una stazione ferroviaria nel comune svizzero di Speicher sulla linea San Gallo-Trogen, facente parte della ferrovia Appenzello-San Gallo-Trogen.

## Storia
La stazione fu attivata il 10 luglio 1903, in occasione dell'apertura della ferrovia San Gallo-Trogen. Tra questa fermata e quella di Schützengarten è situato il culmine della strada ferrata, alla progressiva chilometrica di km 6+75 dalla stazione di San Gallo ed a 956 metri sul livello del mare.

## Strutture e impianti
La stazione dispone di due binari dotati di marciapiede per il servizio passeggeri. È dotata di una piccola pensilina.

## Movimento
La stazione è servita da treni a cadenza semioraria sulla relazione Appenzello - Trogen (linea S21 della rete celere di San Gallo),  da alcuni treni alle ore di punta per San Gallo, Teufen, Gais o Trogen (linea S22 della rete celere di San Gallo) e da 2 ulteriori coppie di treni giornaliere sulla relazione Appenzello - Trogen (linea S20 della rete celere di San Gallo). Per tutte le linee, è una fermata a richiesta.

## Servizi
Nella stazione sono presenti:
- Biglietteria automatica

Inoltre, è presente un piccolo parcheggio di interscambio.

## Interscambi
- Fermata autobus (linea notturna B21)[3]